# 挪威诺贝尔研究所

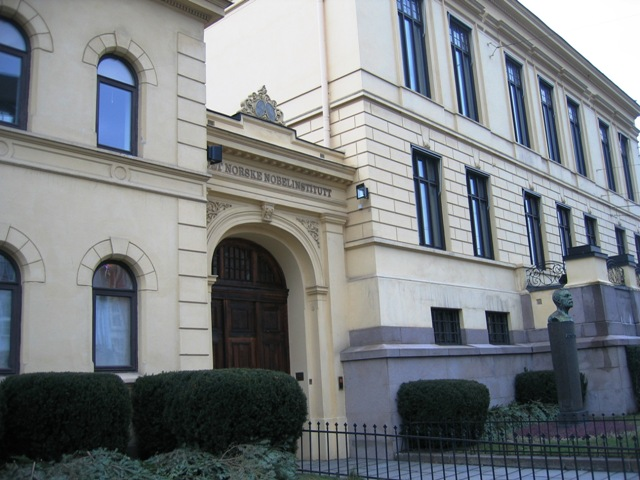
挪威诺贝尔研究所位于奥斯陆市中心的办公楼

挪威诺贝尔研究所（挪威語：Det Norske Nobelinstitutt），于1904年2月1日在挪威克里斯蒂安尼亚（今奥斯陆）成立。
挪威诺贝尔研究所的首要职责是协助挪威诺贝尔委员会进行诺贝尔和平奖获得者的评定工作，以及组织每年在奥斯陆举办的相关活动。研究所办公地点设在奥斯陆市中心，毗邻挪威皇宫。
挪威诺贝尔研究所拥有一个藏书量约20万册的图书馆，馆藏均为和平与国际关系方面的书籍。研究所下设自己的研究部门，进行以“战争与和平”相关的学术研究。该研究部门基于一个奖学金项目，为世界各国研究人员提供访问学者机会。研究所现有7名工作人员，由奥斯陆大学历史教授盖伊・伦斯塔德担任所长。2014年，挪威历史学家、传记作家和小说家娪琅・玉儿斯塔接任所长。